# مصالح ساختمانی

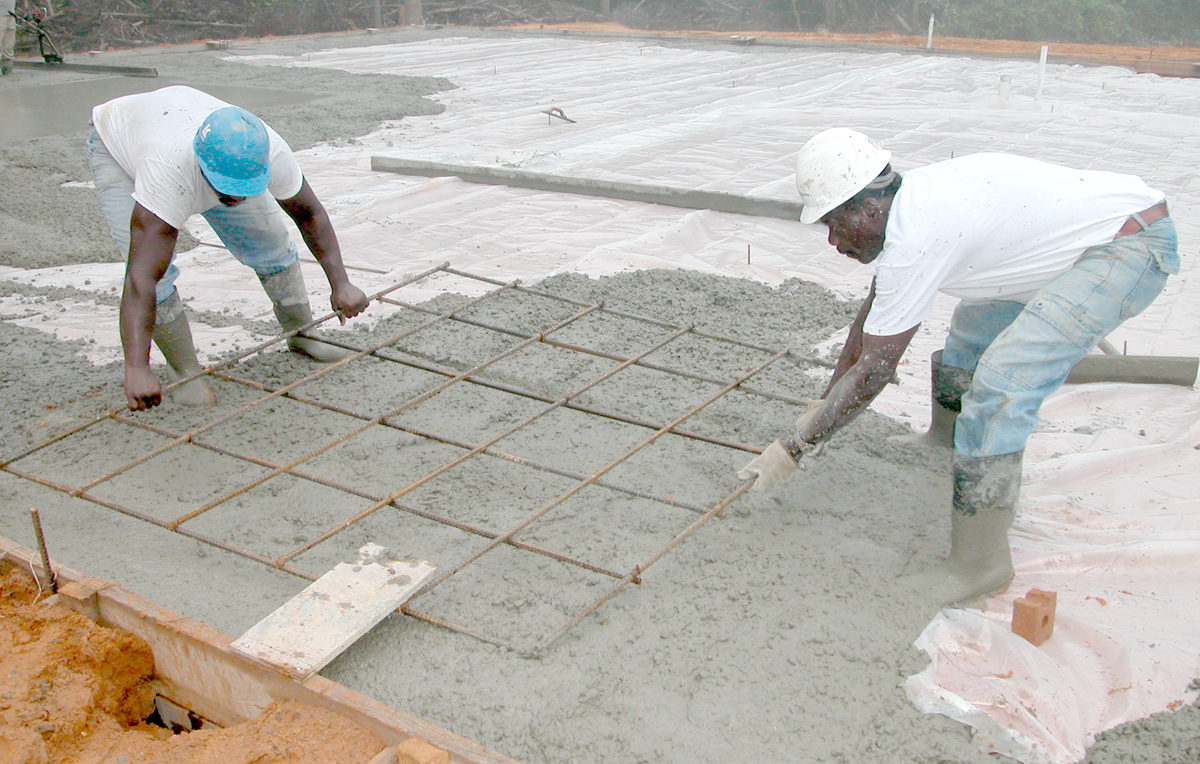
بتن و میل‌گردهای فلزی، برای ساختن یک ساختمان کاربرد دارند.

مصالح ساختمانی، عبارت است از موادی که برای ساخت‌وساز استفاده می‌شوند. بسیاری از موادی که به صورت طبیعی ایجاد می‌شوند (مانند رس، ماسه، چوب، سنگ و حتی شاخ و برگ‌های کوچک)، برای ساختن یک ساختمان کاربرد دارند. به غیر از مواد و مصالح طبیعی، برخی از مواد ساخته شده توسط انسان نیز به صورت ترکیبی، در ساخت‌وساز استفاده می‌شوند. در بسیاری از کشورها، تولید مصالح ساختمانی به صورت یک صنعت درآمده است. علاوه بر این، استفاده از این مصالح، مشاغل و پیشه‌های زیادی، همانند نجاری، لوله‌کشی، سقف‌سازی و عایق‌کاری را به وجود آورده‌است. این گونه از کارها، کار تزیین و زیبایی ساختمان‌ها و خانه‌ها را برعهده دارند.

## گونه‌ها
- پارچه
- گِل
- گچ
- چوب
- سنگ
- کاه
- ماسه
- بتن
- فلز
- شیشه
- پنل ساندویچی
- پلاستیک
- فوم
- کامپوزیت‌های سیمانی
- صنایع مدرن
- تولیدات ساختمانی
- خوشه مصالح ساختمانی
- مصالح مدرن
- ساندویچ پانل
- سیمان
- ملات